# Старухи (деревня)
Старухи — деревня в Кадуйском районе Вологодской области.
Входит в состав сельского поселения Семизерье (до 2015 года входила в Рукавицкое сельское поселение), с точки зрения административно-территориального деления — в Чупринский сельсовет.
Расположена на левом берегу реки Сивец. Расстояние по автодороге до районного центра Кадуя — 8 км, до центра муниципального образования деревни Малая Рукавицкая — 6 км. Ближайшие населённые пункты — Ямышево, Коптелово, Крюково.
По переписи 2002 года население — 22 человека (12 мужчин, 10 женщин). Всё население — русские.